# (7335) 1989 JA
(7335) 1989 JA, тимчасове позначення 1989 JA — кам'янистий астероїд групи Аполлона, класифікований як навколоземний об'єкт і потенційно небезпечний астероїд, діаметром приблизно 1 кілометр. Відкритий 1 травня 1989 року американським астрономом Елеонор Гелін у Паломарській обсерваторії США в Каліфорнії. 27 травня 2022 року астероїд наблизився на відстань 0,027 а. о. (4 млн км) до Землі.

## Орбіта і класифікація
Астероїд типу S обертається навколо Сонця на відстані 0,9—2,6 а. о. Один оберт здійснює раз на 2 роки і 4 місяці (861 день). Його орбіта має ексцентриситет 0,48 і нахил відносно екліптики 15°. Перше спостереження було зроблено в обсерваторії відкриття e квітні 1989 року, подовжуючи дугу спостереження за астероїдом на 1 місяць до моменту його відкриття. Мінімальна відстань перетину орбіт із Землею становить 0,0225 а. о. (3 370 000 км), що відповідає 8,8 відстаней до Місяця.

## Фізичні характеристики
Під час його відкриття в травні 1989 року радіометричні спостереження цього астероїда в обсерваторіях Аресібо і Голдстоун показали, що період обертання становить менше 12 годин. Згідно з дослідженням, проведеним місією NEOWISE дослідника NASA Wide-field Infrared Survey Explorer, астероїд має діаметр 0,93 кілометра, а його поверхня має альбедо 0,31—0,32.